# Chris Brann
Pour les articles homonymes, voir Brann.
Chris Brann, né le 25 mars 1972 à Atlanta, est un producteur et remixeur de musique électronique américain.
Brann est célèbre avec sa chanson King of My Castle sous les pseudonymes de Wamdue Project et Ananda Project.

## Discographie

### Albums
- 1996 : Wamdue Works, sous le nom Wamdue Kids, avec Deep C et Chris Udoh
- 1996 : These Branching Moments, sous le nom Wamdue Kids, avec Deep C et Chris Udoh
- 1996 : Resource Toolbook Volume One, sous le nom Wamdue Project
- 1997 : Deep Fall, sous le nom Chris Brann
- 1998 : Program Yourself, sous le nom Wamdue Project
- 1999 : Compressed Light, sous le nom P'Taah
- 1999 : Best Of, sous le nom Wamdue Project
- 1999 : Compendium, sous le nom Wamdue Project
- 2000 : Release, sous le nom Ananda Project
- 2001 : No Room For Form - Volume 01, sous le nom Chris Brann
- 2001 : De'compressed, sous le nom P'Taah
- 2001 : Re-Release, sous le nom Ananda Project
- 2003 : Staring At The Sun, sous le nom P'Taah
- 2003 : Morning Light, sous le nom Ananda Project
- 2005 : Relight, sous le nom Ananda Project
- 2007 : Fire Flower sous le nom Ananda Project

### Singles

#### Chris Brann
- 1995 : Detroit vs. Atlanta
- 1996 : Studies in Form EP
- 1997 : Smuthullet EP
- 1999 : No Room For Form
- 2001 : So In Love EP
- 2006 : Keep It Deep

#### Wamdue Project
- 1996 : Breakdown/In Love With You
- 1996 : Get High On The Music'
- 1996 : The Deep EP
- 1997 : King of My Castle, avec Gaelle Addison
- 1998 : Program Yourself, EP
- 1998 : Where Do We Go
- 1998 : You're The Reason, avec Victoria Frigerio
- 2000 : King Of My Castle (2000 remix), avec Gaelle Addison
- 2004 : Home Planet
- 2006 : Forgiveness
- 2007 : Washes Over Me

#### The Ananda Project
- 1998 : Cascades Of Colour, EP, avec Gaelle Addison
- 1999 : Cascades Of Colour, avec Gaelle Addison
- 1999 : Straight Magic
- 2000 : Cascades Of Colour 2000, avec Gaelle Addison
- 2000 : Glory Glory, avec Terrance Downs
- 2001 : Bahia/Expand Your Mind
- 2001 : Falling For You, avec Terrance Downs
- 2002 : Breaking Down
- 2002 : Justice, Mercy
- 2003 : I Hear You Dreaming, avec Heather Johnson et Terrance Downs
- 2003 : Can You Find The Heart, avec Nicola Hitchcock
- 2004 : Big Boat/Cascades Of Colour, avec Terrance Downs et Gaelle Adisson
- 2004 : ICU
- 2004 : Kiss Kiss Kiss, avec Heather Johnson et Terrance Downs
- 2004 : Rain Down/Breaking Down, avec Heather Johnson
- 2005 : Shouldn't Have Left Me, avec Terrance Shelton
- 2006 : Secrets, avec Marta Gazman
- 2006 : Suite Dreams, avec Lydia Rhodes
- 2007 : Into the Sunrise, avec Terrance Downs
- 2007 : Universal Love, avec Kai Martin
- 2007 : Let Love Fly, avec Heather Johnson
- 2007 : Fireworks, avec Terrance Downs
- 2007 : Free Me, avec Heidi Levo

#### P'Taah
- 1999 : Compressed Light, EP
- 2000 : Remixes
- 2002 : Staring At The Sun, avec Sylvia Gordon
- 2003 : Become Who You Are/Nobody Knows
- 2003 : The Oldest Story, avec Terrance Downs

#### Wamdue Kids
Tous les titres en collaboration avec Deep C et Chris Udoh
- 1995 : Higher, EP
- 1995 : Disaster, EP
- 1995 : I Will, EP
- 1995 : Deep Dreams, EP
- 1995 : This Is What I Live For
- 1996 : Memory, EP
- 1996 : Memory And Forgetting
- 1996 : Ohm
- 1996 : Panic, EP
- 1996 : The Digital Rawhide, EP

#### Wambonix
Tous les titres en collaboration avec Deep C et Chris Udoh
- 1997 : Wambonix, EP
- 1997 : When You're Alone
- 1999 : Deep Down

#### Wam Kidz
Tous les titres en collaboration avec Deep C et Chris Udoh
- 1997 : In Love Again
- 1999 : CB's Groove
- 2000 : Maria

#### Autres alias
- 2000 : Psychic Driving, sous le nom Feral
- 2000 : Past And Future, sous le nom Santal
- 2001 : Be With You, sous le nom Santal, avec Titus Marshall
- 2002 : Delilah (Be Strong 4 Me), sous le nom Delilah, avec Heather Johnson
- 2002 : 1-2-3 Miami, sous le nom Jackass & Mule, avec Tommie Sunshine
- 2003 : Be Strong 4 Me 2003, sous le nom Delilah, avec Heather Johnson